# Pallacanestro alla VI Universiade - Torneo maschile
Il torneo di pallacanestro maschile della VI Universiade si è svolto a Torino, Italia, nel 1970.

## Classifica finale
| -       | Paese            | formazione |
| ------- | ---------------- | --- |
| Oro     | Unione Sovietica | Unione Sovietica universitariaA. Belov, S. Belov, Bološev, Bol'šakov, Jadėška, Fedorov, Ivanov, Kovalenko, Krikun, Paulauskas, Tomson, Žarmuchamedov, All. Vladimir Kondrašin                                             |
| Argento | Stati Uniti      | Jim Cleamons · Kenny Davis · Bob Ford · Jake Jones · Dana Lewis · Jim McDaniels · George McGinnis · Cliff Meely · John Mengelt · Tom Parker · Dave Robisch · Dave Smith All.: Bob Davis                                   |
| Bronzo  | Cuba             | José Miguel Álvarez · Miguel Calderón · Rafael Cañizares · Pedro Chappé · Juan Domecq · Ruperto Herrera · Tomás Herrera · Alejandro Ortiz · Conrado Pérez · Franklin Standard · Alejandro Urgellés · Óscar Varona All.: - |
| 4       | Jugoslavia       | |
| 5       | Italia           | |
| 6       | Bulgaria         | |
| 7       | Brasile          | |
| 8       | Corea del Sud    | |
| 9       | Cecoslovacchia   | |
| 10      | Polonia          | |
| 11      | Canada           | |
| 12      | Ungheria         | |
| 13      | Germania Ovest   | |
| 14      | Romania          | |
| 15      | Turchia          | |
| 16      | Francia          | |
| 17      | Grecia           | |
| 18      | Giappone         | |
| 19      | Paesi Bassi      | |
| 20      | Israele          | |
| 21      | Portogallo       | |
| 22      | Danimarca        | |
| 23      | Iran             | |
| 24      | Albania          | |
| 25      | Senegal          | |
| 26      | Sudan            | |
| 27      | Lussemburgo      | |
| 28      | RD del Congo     | |
| 29      | Algeria          | |